# Кудашманово
Кудашма́ново (рос. Кудашманово, башк. Ҡоҙашман) — присілок у складі Бєлорєцького району Башкортостану, Росія. Входить до складу Ішлинської сільської ради.
Населення — 16 осіб (2010; 19 в 2002).
Національний склад:
- башкири — 89%